# El odio (Vallotton)
El odio (La Haine) es un cuadro creado por el pintor suizo Félix Vallotton en 1908. Se conserva en el Museo de Arte e Historia de Ginebra, Suiza.

## Descripción
Este óleo sobre lienzo representa una pareja formada por un hombre y una mujer, desnudos y de pie, despreciándose mutuamente. El hombre está a la izquierda y tiene los brazos cruzados sobre el pecho, como si permaneciera firme en sus posiciones, mientras que la mujer a la derecha aprieta el puño derecho contra el pecho y hace una mueca, lo que se cree que ilustra el resentimiento e imposibilidad de venganza. Ambos tienen los ojos cerrados e inclinan la cabeza hacia abajo. El escenario abstracto es tan desnudo como sus protagonistas y se compone únicamente de un piso oscuro y el fondo claro que resalta las figuras.
La obra recuerda las pinturas de los grandes maestros del pasado que tratan el tema bíblico de la primera pareja humana, Adán y Eva. Félix Vallotton retomó estos modelos para hacer de la obra una antítesis del Paraíso Terrenal en el que vivieron los dos personajes del libro del Génesis, convirtiéndola en una alegoría de la guerra entre sexos que el artista percibía que la emancipación femenina que se afianzaba esos años, exacerbaba. En este cuadro Vallotton parece expresar una posición antifeminista, y es cierto que escribió en su diario: 

"¿Qué ha hecho entonces el hombre que sea tan grave como para tener que aguantar a esta aterradora compañera que es la mujer? A veces parece, al ver pensamientos tan violentamente contradictorios e impulsos tan marcadamente opuestos, que no puede haber posibilidad entre los sexos excepto como vencedor y vencido".

La composición ilustra así el choque implacable entre el sexo femenino y el masculino, universalizado por el comportamiento colérico de ambos y su desnudez total, que proyecta la intimidad de la pareja en la esfera pública.